# ミラレム・ピャニッチ
ミラレム・ピャニッチ（Miralem Pjanić, 1990年4月2日 - ）は、ボスニア・ヘルツェゴビナ・トゥズラ出身のサッカー選手。PFC CSKAモスクワ所属。元ボスニア・ヘルツェゴビナ代表。ポジションはMF。
発音上、ピャニッチのほうが適切ではあるが、メディアによっては、ピアニッチと表記することもある。

## 経歴

### 幼少期
1990年4月2日、ユーゴスラビア社会主義連邦共和国内・ボスニア・ヘルツェゴビナ社会主義共和国（当時）のトゥズラに生まれる。ユーゴスラビア3部リーグでプレーしていた父の影響でサッカーに興味を持ち、ボスニア・ヘルツェゴビナ紛争を前に一家が逃れたルクセンブルクでサッカーを始めた。7歳でシフランジュのサッカークラブ、FCシフランジュ95のユースチームに入団した。

### クラブ

#### フランス時代
14歳でフランスのFCメスの下部組織に入団し、2007年8月18日にパリ・サンジェルマン戦でトップチームデビュー。同年11月に17歳でプロ契約を結ぶ。12月15日のFCソショー戦ペナルティーキックで初得点を記録した。ユース時代から様々なクラブから注目されながらもメスがルクセンブルクの実家に近いことから移籍を拒否していたが、メスの2部降格を機に、2008年7月2日にオリンピック・リヨンへ移籍金800万ユーロで移籍。2009-10シーズンはチャンピオンズリーグ決勝トーナメント1回戦、レアル・マドリード戦やリーグ戦終盤、翌シーズンのUEFAチャンピオンズリーグ出場権をかけたオセールとの直接対決など、重要な試合でゴールを挙げた。一方2010年1月にヨアン・グルキュフが加入してからはレギュラーを奪われ、出場機会も減少した。

#### ASローマ
2011年8月31日、ASローマと4年契約を結んだ。移籍金は1100万ユーロ。ローマでは中盤の主力として、2014-15シーズンには10アシスト、2015-16シーズンには10ゴール12アシストとローマの3シーズン連続チャンピオンズリーグ圏内に入る躍進の担い手として活躍した。アシストは2シーズン連続でリーグ最多であった。

#### ユヴェントスFC
その活躍からバイエルン・ミュンヘンやFCバルセロナ、チェルシーFC、ユヴェントスFCへの移籍の噂が流れた。2015-16シーズン終了後の2016年6月、ピャニッチのユヴェントスFCへの移籍報道が流れると、2016年6月9日、ASローマのマウロ・バルディッソーニGD（ゼネラルディレクター）はASローマの公式ラジオでピャニッチからユヴェントスへの移籍の意志を伝える書面を受け取ったとしてその内容を読み上げた。その後、ユヴェントスは移籍金3200万ユーロでピャニッチの移籍を完了したと発表。契約は5年間である。背番号はピャニッチの憧れの選手であり、かつてユヴェントスFCに所属したジネディーヌ・ジダンのレアル・マドリード時代の背番号にちなんで5番となった。
9月10日、サッスオーロ戦でユヴェントスでの初ゴールを記録。
2018年8月21日、ユヴェントスとの契約を2023年まで延長した。新たな年俸は650万ユーロで、これはユヴェントスではクリスティアーノ・ロナウド、パウロ・ディバラに次ぐ3番目の高給となった。
2020年6月29日、FCバルセロナはアルトゥールとの実質的なトレードでユヴェントスFCからの移籍を発表した。移籍金は6000万ユーロ、ボーナスは最大で500万ユーロ。契約期間は4年間。2019-20シーズンは新型コロナウイルス流行によりシーズン終了までユヴェントスFCでプレー。同シーズンはセリエAで優勝した。

#### FCバルセロナ
2020年8月にバルセロナへの移籍が正式に完了したものの、同月末に新型コロナウイルスに感染していたことが判明。9月から始まる全体練習の合流が遅れると報じられた。更にシーズンを通じてロナルド・クーマン監督からほとんど起用せれず、ユヴェントスへの出戻りの可能性が報道された。

#### ベシクタシュへのレンタル
2021年9月2日、ベシクタシュJKへ1シーズンのレンタル移籍が発表された。

#### シャールジャFC
2022年9月7日、シャールジャFCにフリー移籍。

#### CSKAモスクワ
2024年9月26日、PFC CSKAモスクワに加入した。契約期間は1年間。

### 代表
U-19ルクセンブルク代表でプレーした後、2007年からU-21ボスニア・ヘルツェゴビナ代表を選択。2008年8月20日、ブルガリア代表戦でボスニア・ヘルツェゴビナA代表デビュー。2010年3月3日、親善試合のガーナ戦で代表初ゴールを記録。
2024年5月、代表引退を表明した。

## プレースタイル
広い視野と正確な判断から繰り出す長短のパス、高い精度を誇るフリーキックを武器とするミッドフィールダー。
キャリア当初はスピードやドリブル突破を生かしたシャドーストライカーであったが、テクニックの上達にしたがって正確な判断でパスを供給する司令塔タイプの選手となった。ローマでは攻撃的なチームスタイルの中で、ドリブル技術やパスセンス、ミドルシュートなどの能力を発揮しフランチェスコ・トッティに次ぐ攻撃の中心としてプレーした。ユヴェントス移籍後はマッシミリアーノ・アッレグリにより中盤の底に配置されると、ボール奪取やドリブル突破は他の選手に任せて前線やサイドにミドルパスを供給するプレイメイカー、アンドレア・ピルロに代わるレジスタとしてプレーしている。またピャニッチ自身も目標としてきた選手としてピルロを挙げている。
パス能力に関して2018年8月18日のキエーヴォ戦で両チームトップのボールタッチ116回とパス成功率90.4%、同年9月1日のパルマ戦ではパス成功率100%を記録するなど、2018-19シーズン前半戦のデータで1試合平均65.8本のパスとパス成功率89.5%、1試合平均2.2本のキーパスと5.2本のロングパス成功を記録。UEFAチャンピオンズリーグ 2018-19シーズンでも全595本のパスを成功させ全体5位となる成功率89%を記録するなど、データ面からも世界屈指のパサーであると評価されている。
フリーキックはスピードがあり落差の大きなゴールキーパーの対処しにくい球筋が特徴であり、また無回転のボールも蹴ることができる。2013-14シーズンから2015年11月までの2シーズン強で直接フリーキック38本中7本でゴールを決め、ヨーロッパ5大リーグで1位となる成功率18.4%を記録した。その後やや数字を落とし、同じく2013-14シーズンから2018年1月まででは76本に対し成功11本、成功率14.47%で全体12位となった。ユヴェントスでは左サイドからのフリーキックの場合ピャニッチ、右サイドからの場合パウロ・ディバラがキッカーを務めていたが、クリスティアーノ・ロナウド加入後は序列が下がり3番手のキッカーとなった。

## 人物・評価
ムスリムである。ニース出身の妻との間に息子が1人いる。
その出自や経歴からボスニア語、ルクセンブルク語、フランス語、イタリア語、ドイツ語の5カ国語を話すことができる。

## 個人成績

### クラブでの成績
| クラブ       | シーズン | リーグ       | リーグ戦 | リーグ戦 | カップ戦 | カップ戦 | 国際大会 | 国際大会 | その他 | その他 | 合計 | 合計 |
| クラブ       | シーズン | リーグ       | 出場     | 得点     | 出場     | 得点     | 出場     | 得点     | 出場   | 得点   | 出場 | 得点 |
| ------------ | -------- | ------------ | -------- | -------- | -------- | -------- | -------- | -------- | ------ | ------ | ---- | ---- |
| メス         | 2007–08  | リーグ・アン | 32       | 4        | 4        | 1        | -        | -        | 2      | 0      | 38   | 5    |
| メス         | 通算     | 通算         | 32       | 4        | 4        | 1        | -        | -        | 2      | 0      | 38   | 5    |
| リヨン       | 2008–09  | リーグ・アン | 20       | 0        | 2        | 0        | 1        | 0        | 1      | 0      | 24   | 0    |
| リヨン       | 2009–10  | リーグ・アン | 37       | 6        | 0        | 0        | 14       | 5        | 2      | 0      | 53   | 11   |
| リヨン       | 2010–11  | リーグ・アン | 30       | 3        | 0        | 0        | 8        | 1        | 1      | 0      | 39   | 4    |
| リヨン       | 2011–12  | リーグ・アン | 3        | 1        | 0        | 0        | 2        | 0        | 0      | 0      | 5    | 1    |
| リヨン       | 通算     | 通算         | 90       | 10       | 2        | 0        | 25       | 6        | 4      | 0      | 121  | 16   |
| ASローマ     | 2011–12  | セリエA      | 30       | 3        | 1        | 0        | -        | -        | -      | -      | 31   | 3    |
| ASローマ     | 2012–13  | セリエA      | 27       | 3        | 2        | 1        | -        | -        | -      | -      | 29   | 4    |
| ASローマ     | 2013–14  | セリエA      | 35       | 6        | 3        | 0        | -        | -        | -      | -      | 38   | 6    |
| ASローマ     | 2014-15  | セリエA      | 34       | 5        | 2        | 0        | 10       | 0        | -      | -      | 46   | 5    |
| ASローマ     | 2015-16  | セリエA      | 33       | 10       | 1        | 0        | 7        | 2        | -      | -      | 41   | 12   |
| ASローマ     | 通算     | 通算         | 159      | 27       | 9        | 1        | 17       | 2        | 0      | 0      | 185  | 30   |
| ユヴェントス | 2016–17  | セリエA      | 30       | 5        | 4        | 2        | 12       | 1        | 1      | 0      | 47   | 8    |
| ユヴェントス | 2017–18  | セリエA      | 31       | 5        | 4        | 1        | 8        | 1        | 1      | 0      | 44   | 7    |
| ユヴェントス | 2018–19  | セリエA      | 31       | 2        | 2        | 0        | 10       | 2        | 1      | 0      | 44   | 4    |
| ユヴェントス | 2019-20  | セリエA      | 30       | 3        | 4        | 0        | 8        | 0        | 1      | 0      | 43   | 3    |
| ユヴェントス | 通算     | 通算         | 122      | 15       | 14       | 3        | 38       | 4        | 4      | 0      | 178  | 22   |
| バルセロナ   | 2020-21  | プリメーラ   | 19       | 0        | 1        | 0        | 8        | 0        | 2      | 0      | 30   | 0    |
| バルセロナ   | 通算     | 通算         | 19       | 0        | 1        | 0        | 8        | 0        | 2      | 0      | 30   | 0    |
| 総通算       | 総通算   | 総通算       | 422      | 56       | 30       | 5        | 88       | 12       | 12     | 0      | 552  | 73   |

## 代表歴

### 出場大会
- ボスニア・ヘルツェゴビナ代表
  - 2014 FIFAワールドカップ

### 試合数
- 国際Aマッチ 114試合 17得点（2008年-）[35]

| ボスニア・ヘルツェゴビナ代表 | 国際Aマッチ | 国際Aマッチ |
| 年                           | 出場        | 得点        |
| ---------------------------- | ----------- | ----------- |
| 2008                         | 4           | 0           |
| 2009                         | 9           | 0           |
| 2010                         | 8           | 3           |
| 2011                         | 9           | 1           |
| 2012                         | 8           | 2           |
| 2013                         | 8           | 2           |
| 2014                         | 10          | 1           |
| 2015                         | 9           | 0           |
| 2016                         | 7           | 2           |
| 2017                         | 3           | 0           |
| 2018                         | 9           | 0           |
| 2019                         | 8           | 3           |
| 2020                         | 6           | 0           |
| 2021                         | 5           | 2           |
| 2022                         | 5           | 1           |
| 2023                         | 6           | 0           |
| 2024                         |             |             |
| 通算                         | 114         | 17          |

### 得点
| #   | 開催日         | 開催地                                             | 対戦国         | スコア | 結果 | 大会                                    |
| --- | -------------- | -------------------------------------------------- | -------------- | ------ | ---- | --------------------------------------- |
| 1.  | 2010年3月3日   | サラエヴォ、アシム・フェルハトヴィッチ・ハセ競技場 | ガーナ         | 2 – 1  | 2–1  | 親善試合                                |
| 2.  | 2010年9月3日   | ルクセンブルク市、スタッド・ヨジー・バーテル       | ルクセンブルク | 0 – 2  | 0–3  | UEFA EURO 2012予選                      |
| 3.  | 2010年11月17日 | ブラチスラヴァ、シュタディオーン・パシエンキ       | スロバキア     | 1 – 2  | 2–3  | 親善試合                                |
| 4.  | 2011年10月7日  | ゼニツァ、ビリノ・ポリェ                           | ルクセンブルク | 4 – 0  | 5–0  | UEFA EURO 2012予選                      |
| 5.  | 2012年9月11日  | ゼニツァ、ビリノ・ポリェ                           | ラトビア       | 2 – 1  | 4–1  | 2014 FIFAワールドカップ・ヨーロッパ予選 |
| 6.  | 2012年10月16日 | ゼニツァ、ビリノ・ポリェ                           | リトアニア     | 3 – 0  | 3–0  | 2014 FIFAワールドカップ・ヨーロッパ予選 |
| 7.  | 2013年2月6日   | リュブリャナ、スタディオン・ストジツェ             | スロベニア     | 0 – 2  | 0–3  | 親善試合                                |
| 8.  | 2013年6月7日   | リガ、スコント・スタディオン                       | ラトビア       | 0 – 4  | 0–5  | 2014 FIFAワールドカップ・ヨーロッパ予選 |
| 9.  | 2014年6月25日  | サルヴァドール、アレーナ・フォンチ・ノヴァ         | イラン         | 2 - 0  | 3-1  | 2014 FIFAワールドカップ                 |
| 10. | 2016年3月25日  | ルクセンブルク、スタッド・ヨジー・バーテル         | ルクセンブルク | 0 – 3  | 0–3  | 親善試合                                |
| 11. | 2016年3月29日  | チューリッヒ、レッツィグルンド・シュタディオン     | スイス         | 0 – 2  | 0–2  | 親善試合                                |
| 12. | 2016年11月13日 | ピレウス、スタディオ・ヨルギオス・カライスカキス   | ギリシャ       | 0 – 1  | 1–1  | 2018 FIFAワールドカップ・ヨーロッパ予選 |
| 13. | 2019年3月26日  | ゼニツァ、ビリノ・ポリェ                           | ギリシャ       | 2 – 0  | 2–2  | UEFA EURO 2020予選                      |
| 14. | 2019年10月12日 | ゼニツァ、ビリノ・ポリェ                           | フィンランド   | 2-0    | 4-1  | UEFA EURO 2020予選                      |
| 15. | 2019年10月12日 | ゼニツァ、ビリノ・ポリェ                           | フィンランド   | 3-0    | 4-1  | UEFA EURO 2020予選                      |
| 16. | 2021年3月24日  | ヘルシンキ、ヘルシンキ・オリンピックスタジアム     | フィンランド   | 0-1    | 2-2  | 2022 FIFAワールドカップ・予選           |
| 17. | 2021年9月7日   | ゼニツァ、ビリノ・ポリェ                           | カザフスタン   | 1-1    | 2-2  | 2022 FIFAワールドカップ・予選           |
| 18. | 2022年6月14日  | ゼニツァ、ビリノ・ポリェ                           | フィンランド   | 1-0    | 3-2  | UEFAネーションズリーグ2022-23           |

## タイトル

### クラブ
ユヴェントスFC
- セリエA：2016-17, 2017-18, 2018-19, 2019-20
- コッパ・イタリア：2016-17, 2017-18
- スーペルコッパ・イタリアーナ： 2018

FCバルセロナ
- コパ・デル・レイ：2020-21

### 個人
- セリエAチーム・オブ・ザ・イヤー：2016–17, 2017–18, 2018–19
- UEFAチャンピオンズリーグチーム・オブ・ザ・シーズン：2016-17